# تونی راموس
آنتونی راموس (انگلیسی: Tony Ramos؛ زادهٔ ۱۲ فوریهٔ ۱۹۹۱) یک کشتی‌گیر اهل ایالات متحده آمریکا است. او نائب قهرمان جام جهانی کشتی در سال‌های ۲۰۱۵ و ۲۰۱۷ است. راموس در مسابقات قهرمانی کشتی جهان ۲۰۱۵ حضور داشت که در دیدار با حسن رحیمی از ایران شکست خورد. 